# Kanton Dieuze
Kanton Dieuze (fr. Canton de Dieuze) byl francouzský kanton v departementu Moselle v regionu Lotrinsko. Tvořilo ho 22 obcí. Zrušen byl po reformě kantonů 2014.

## Obce kantonu
- Bassing
- Bidestroff
- Blanche-Église
- Bourgaltroff
- Cutting
- Dieuze
- Domnon-lès-Dieuze
- Gelucourt
- Guébestroff
- Guéblange-lès-Dieuze
- Guébling
- Lidrezing
- Lindre-Basse
- Lindre-Haute
- Mulcey
- Rorbach-lès-Dieuze
- Saint-Médard
- Tarquimpol
- Val-de-Bride
- Vergaville
- Zarbeling
- Zommange